# 서울 평창동 박종화 가옥
서울 평창동 박종화 가옥은 서울특별시 종로구 평창동에 있는 한옥이다. 2004년 9월 4일 대한민국의 국가등록문화재 제89호로 지정되었다.

## 개요
근대문학사에서 역사 소설 부문을 개척한 박종화 선생이 살던 서울 종로구 충신동의 주택을 1975년 현 위치로 이전한 것이다. 건립당시의 모습을 최대한 유지하여 복원한 것으로 전통한옥의 특징이 잘 남아있다.

## 같이 보기
- 박종화

## 참고 자료
- 서울 평창동 박종화 가옥 - 국가유산청 국가유산포털